# Ingrid wyrusza na zachód
Ingrid wyrusza na zachód (ang. Ingrid Goes West) – amerykański film fabularny z 2017 roku w reżyserii Matta Spicera, wyprodukowany przez wytwórnię Neon. Główne role w filmie zagrali Aubrey Plaza, Elizabeth Olsen, O’Shea Jackson Jr. i Billy Magnussen.
Premiera filmu odbyła się 20 stycznia 2017 podczas Sundance Film Festival. Siedem miesięcy później, 11 sierpnia, obraz trafił do kin na terenie Stanów Zjednoczonych.

## Fabuła
Ingrid Thorburn (Aubrey Plaza) narzuca się osobom, które obserwuje w internecie. Dziewczyna trafia do kliniki psychiatrycznej. Po opuszczeniu ośrodka Ingrid popada w obsesję na punkcie celebrytki Taylor Sloane (Elizabeth Olsen). By być blisko niej, przenosi się do Los Angeles.

## Obsada
- Aubrey Plaza jako Ingrid Thorburn
- Elizabeth Olsen jako Taylor Sloane[3]
- O’Shea Jackson Jr. jako Dan Pinto[4]
- Wyatt Russell jako Ezra O’Keefe[5]
- Billy Magnussen jako Nicky Sloane[5]
- Pom Klementieff jako Harley Chung[6]
- Hannah Utt jako Nicole
- Joseph Breen jako Garth Lafayette

## Odbiór

### Krytyka
Film Ingrid wyrusza na zachód spotkał się z pozytywną reakcją krytyków. W serwisie Rotten Tomatoes 85% ze stu sześćdziesięciu siedmiu recenzji filmu jest pozytywna (średnia ocen wyniosła 7,1 na 10). Na portalu Metacritic średnia ocen z 39 recenzji wyniosła 71 punktów na 100.

### Nagrody i nominacje
| Rok  | Miejsce                                           | Nagroda                 | Kategoria                              | Odbiorcy i nominowani                                                                          | Wynik     |
| ---- | ------------------------------------------------- | ----------------------- | -------------------------------------- | ---------------------------------------------------------------------------------------------- | --------- |
| 2017 | Sundance Film Festival                            | Nagroda im. Waldo Salta | Najlepszy scenariusz                   | David Branson Smith i Matt Spicer                                                              | wygrana   |
| 2017 | Sundance Film Festival                            | Główna Nagroda Jury     | Udział w konkursie na najlepszy dramat | Matt Spicer                                                                                    | nominacja |
| 2018 | 33. ceremonia wręczenia Independent Spirit Awards | Independent Spirit      | Najlepszy film debiutancki             | Adam Mirels, Aubrey Plaza, Jared Goldman, Matt Spicer, Robert Mirels, Tim White i Trevor White | wygrana   |
| 2018 | 33. ceremonia wręczenia Independent Spirit Awards | Independent Spirit      | Najlepszy debiut scenariuszowy         | David Branson Smith i Matt Spicer                                                              | nominacja |